# Kozelka
Přírodní rezervace Kozelka je chráněné území v Plzeňském kraji v okrese Plzeň-sever u vsi Doubravice. Důvodem ochrany je stolová hora vulkanického původu s pseudozávrty, skalními věžemi, pyramidami a sutěmi. Přírodní rezervace zahrnuje její nejvyšší bod (vrch Kozelka, 659,6 m) a část svahů v nadmořské výšce 550 až 660 m. Její rozloha je 33,15 ha. Chráněné území je obklopeno loukami a vrchol hory je zalesněný.

## Historie

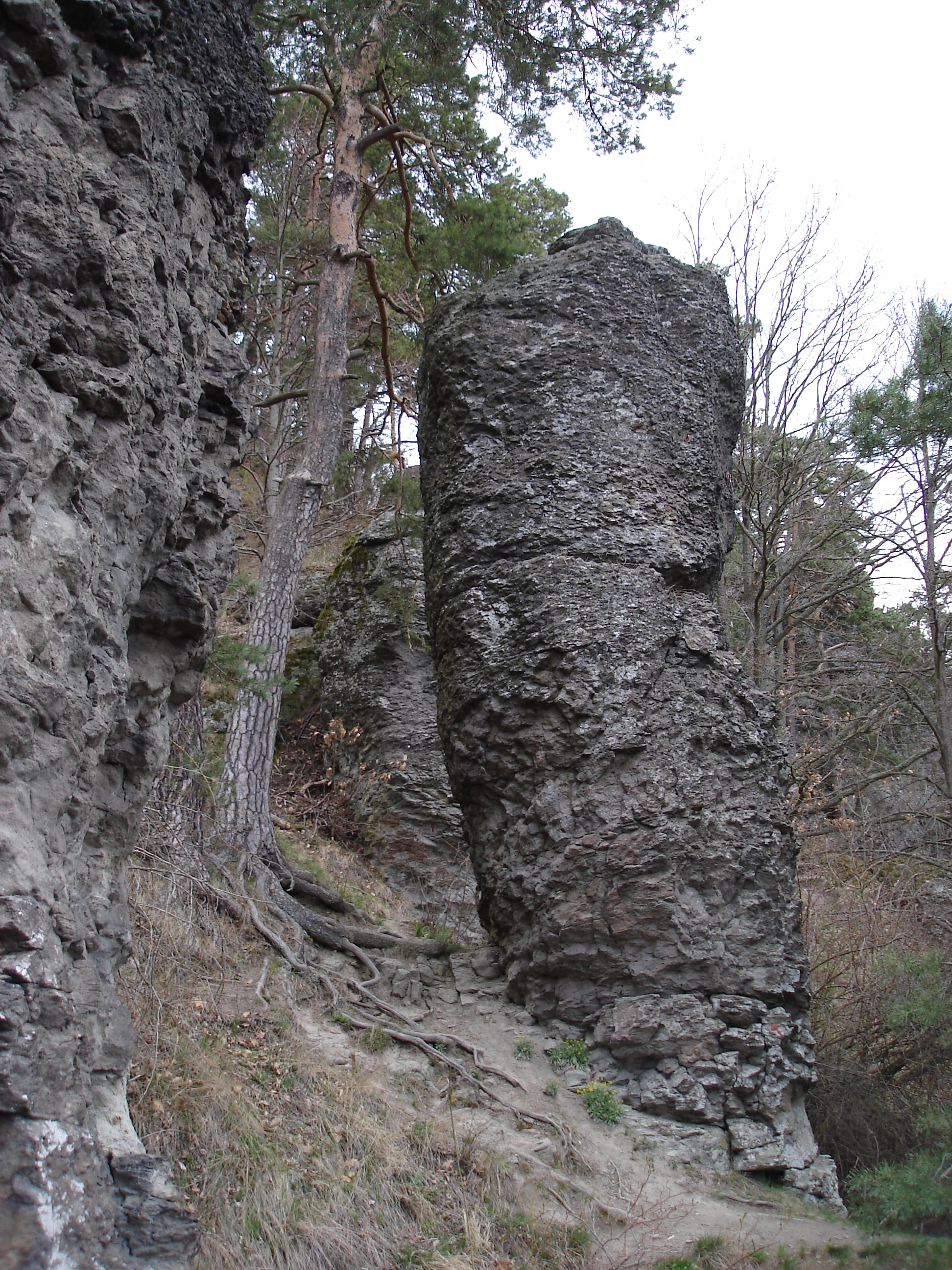
Skalní věž

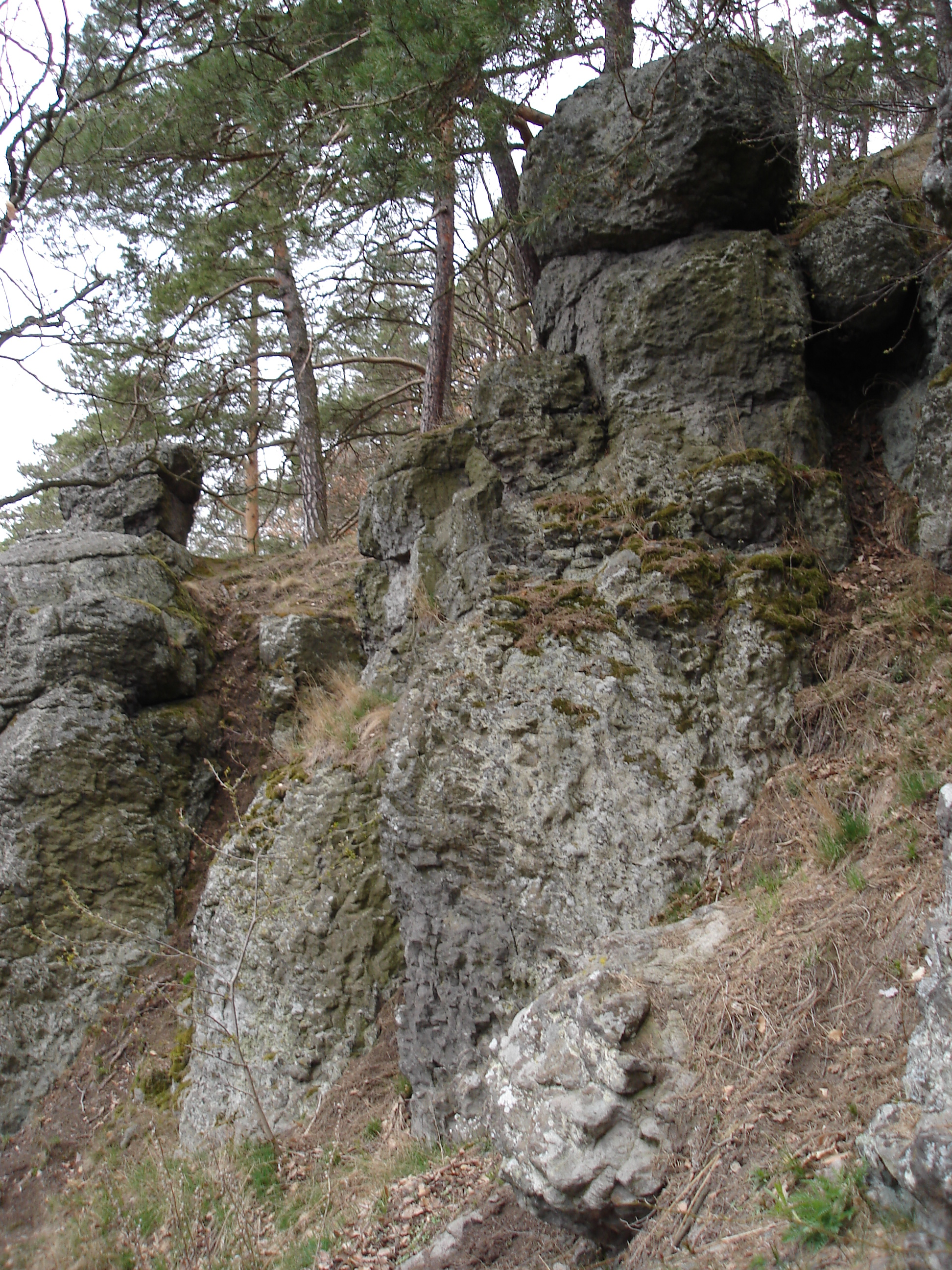
Rozmanité skalní útvary na Kozelce

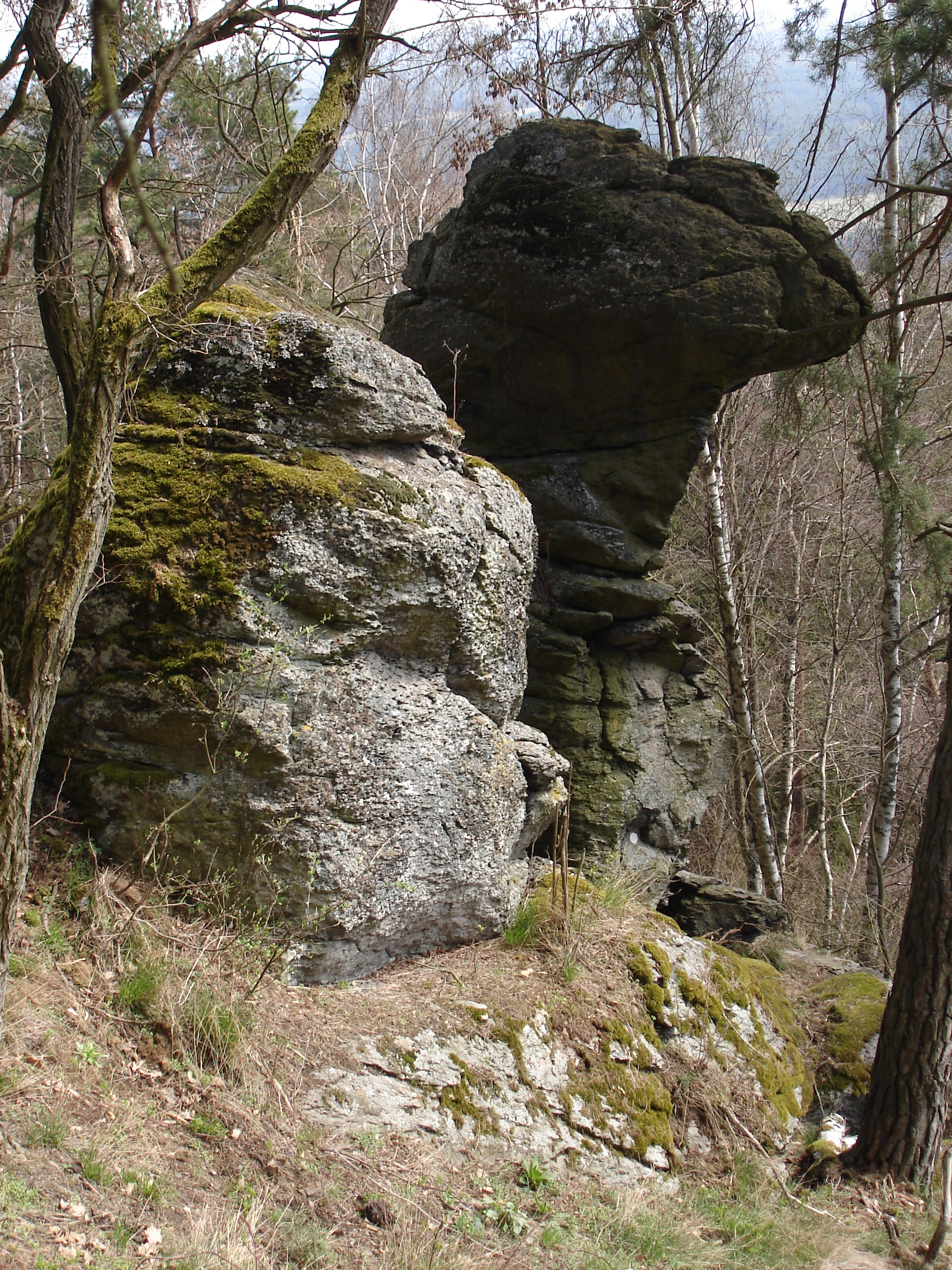
Rozmanité skalní útvary na Kozelce

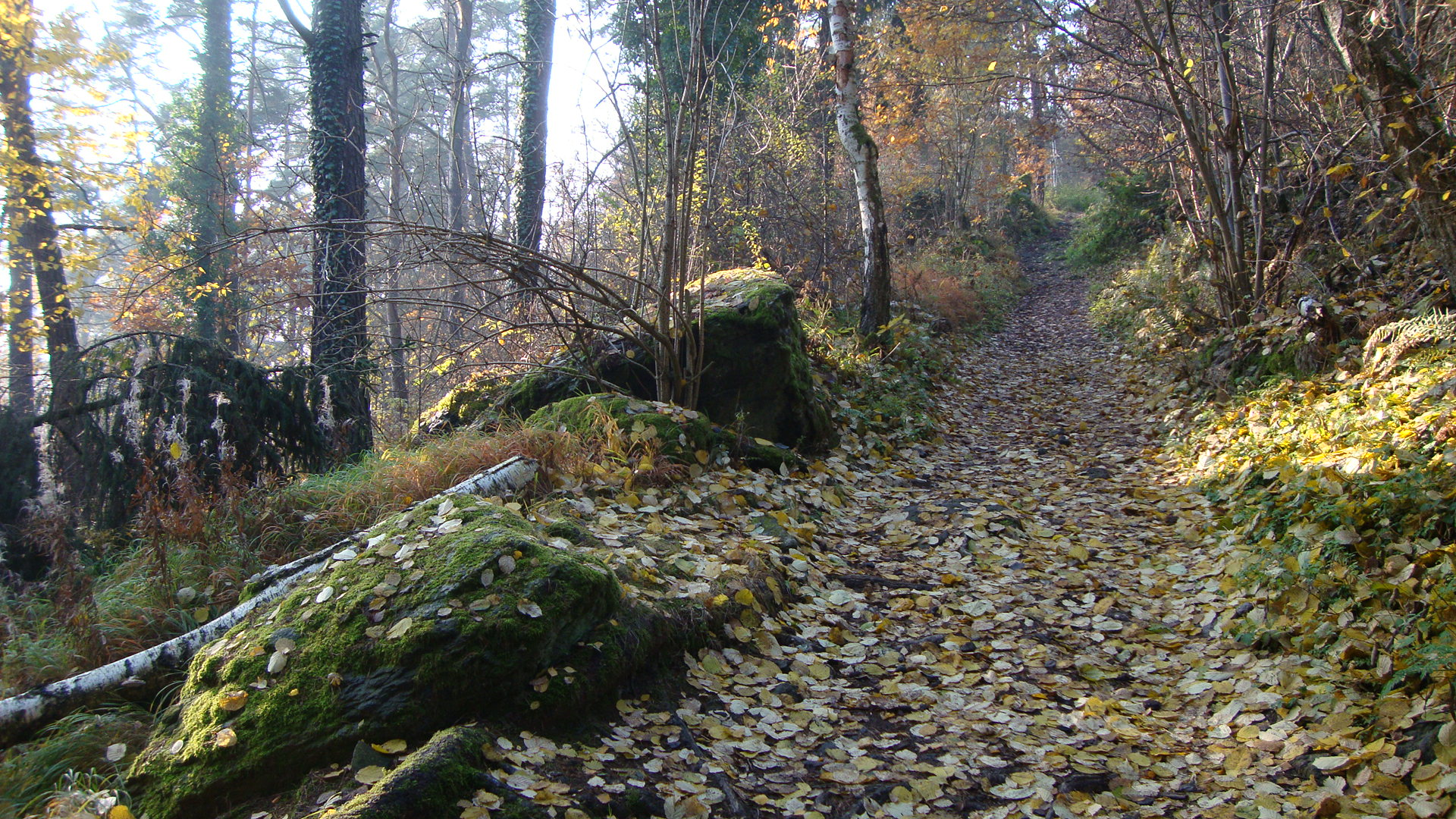
Přístupová cesta na vrchol

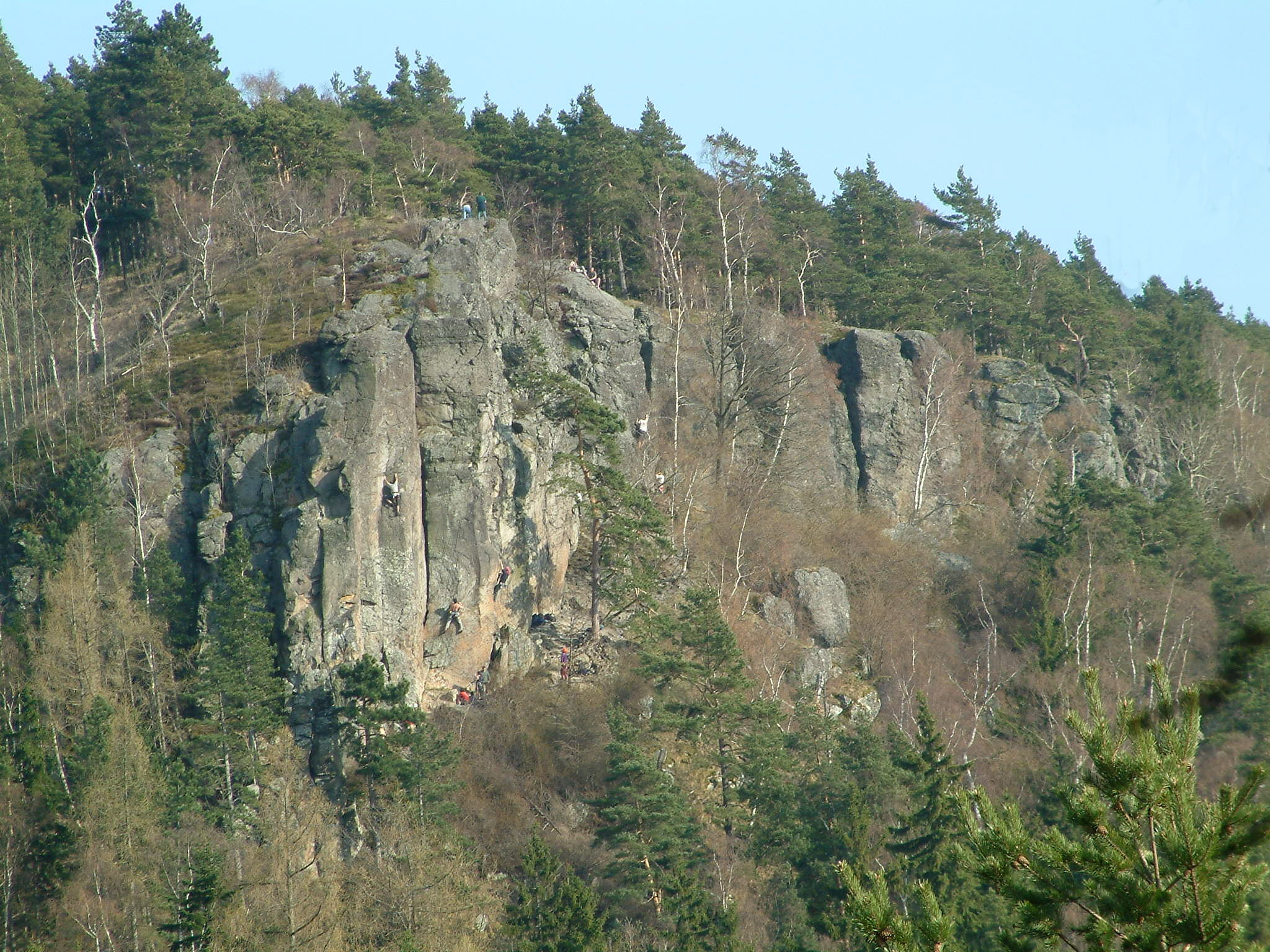
Stěna s horolezci

V pravěku se na vrcholové části kopce nacházelo eneolitické výšinné sídliště. Svou délkou 1200 metrů a šířkou 200 metrů patří k největším západočeským lokalitám tohoto typu.
První zmínka o obci Doubravice a tím i o Kozelce je ze 13. století, kdy ves patřila do panství Kladrubského kláštera. Až po druhé světové válce se z obce stala rekreační oblast. V roce 1972 zde bylo usnesením 272/10 Okresního národním výborem Plzeň-sever vyhlášeno chráněné území.Od roku 1992 je lokalita vedena jako přírodní rezervace na základě vyhlášení Ministerstva životního prostředí ČR v rámci zákona 395/1992 Sb. a později v roce 2007 dle zákona 96/2007 Sb.

## Přírodní poměry

### Geologie a geomorfologie
Kozelka je stolová hora, která vystupuje asi 100 až 150 metrů nad okolní terén. Převážně je tvořena vyvřelou horninou trachybazaltem třetihorního staří. Trachybazalt je hornina s velmi malým množstvím foidů, v níž převládá hlavně plagioklas, ale obsahuje také draselné živce. V hornině se nachází malé dutinky, které zůstaly po unikajících plynech při tuhnutí magmatu. Trachybazalt má tmavě zelenošedou barvu. Průměrná výška skalních ochozů je 12 metrů. Na svazích převažují hlinitokamenité a hlinitopísčité sedimenty. Také se zde nachází kamenitý materiál. Velikost kamenů je okolo 1,5 metru.
Geomorfologicky hora spadá do celku Rakovnická pahorkatina, podcelku Manětínská vrchovina, okrsku Manětínská kotlina a podokrsku Chlumská kotlina, jehož je samostatnou geomorfologickou částí. Velký vliv na vytvoření unikátních geomorfologických tvarů mělo pleistocenní periglaciální (mrazové) zvětrávání. Vlivem toho se zde vytvořily pseudozávrty, skalní věže, pyramidy či sutě. Je zde okolo 30 skalních věží, nejvyšší jsou na severním úbočí hory. Kozelka je zmiňována jako ojedinělý příklad vytvoření skalního města v neovulkanitech.

### Flóra
Botanicky není oblast příliš zajímavá. Flóra je zde teplomilná a suchomilná. Na skalách roste převážně netřesk výběžkatý (Sempervivum globiferum). V okolí přístupové cesty najdeme jehlici trnitou (Onosis spinosa), chrpu luční (Centaurea jacea). Vrchol je zalesněný a vyskytuje se zde hlavně borovice lesní (Pinus sylvestris), bříza bělokorá (Betula pendula) či jalovec obecný (Juniperus communis).

### Fauna
Z fauny se zde vyskytuje z významných živočichů hlavně výr velký (Bubo bubo), který zde pravidelně sídlí. Ze savců je to například ohrožená veverka obecná (Sciurus vulgaris), srnec obecný(Capreolus capreolus), kuna skalní (Martes foina) nebo kuna lesní (Martes martes). Dále zde najdeme také zástupce plazů a to slepýše křehkého (Anguis fragilis) či kriticky ohroženou zmiji obecnou (Vipera berus).

## Turismus
Kozelka je známá hlavně mezi horolezci, kteří zde najdou na pět set horolezeckých cest - jde o největší horolezeckou lokalitu v Plzeňském kraji. Také stojí za zmínku nádherný výhled na okolní krajinu z vrcholu hory, byť je omezený vegetací. Na kopci se nachází pietní místo plzeňských horolezců - dřevěný vzpomínkový kříž, kde jsou tabulky se jmény jejich kamarádů. Na návsi je chata horolezeckého oddílu TJ Union Plzeň a nad ní býval v provozu ranč s občerstvením. Nad ním na okraji lesa u červené turistické značky je neformální tábořiště s ohništěm.
Parkoviště pro návštěvníky je situováno na spodním okraji obce, dále je zákaz vjezdu. Obec Doubravici proslavil český film Cesta z města.

## Přístup
Stolová hora se nachází severně od obce Nečtiny na Manětínsku. Z náměstí v Nečtinách po červeně značené turistické trase je skalní vyhlídka Kozelka, která se nachází uprostřed rezervace na vrcholu hory, vzdálena zhruba 3,5 km. Od autobusové zastávky Nečtiny, Doubravice, rozc. na silnici č. 201, po níž vede cyklotrasa č. 352, je turistické rozcestí Pod Kozelkou vzdáleno asi 1,5 km.

## Pověst o zkamenělém stádě
Pověst vypráví o ošklivém pastýři, který pásl dobytek statkářů z Doubravice. Jednou, když se přihnal dobytek z pastvy, se stalo něco divného. Hospodyně se snažily krávy podojit, ale z vemen neukápla ani kapka mléka. Selky obvinily pastýře, že krávy podojil, ale ten se zapřisáhl, že ne. Další den znovu pastýř vyhnal dobytek k Doubravickému vrchu. Večer čekaly selky na pastýře se stádem, ale ti se pořád nevraceli, a tak se jim selky vydaly naproti. Došly k Doubravickému vrchu a uviděly stádo i s pastýřem. Ale nikdo z nich se nehýbal. Změnili v kamenné stádo, kvůli pastýřově křivé přísaze, že krávy nepodojil. A tak údajně vznikly kamenné útvary na tomto vrchu.